# Yuto Nagatomo
Yuto Nagatomo, (em japonês 長友 佑都), (Saijo, 12 de setembro de 1986) é um futebolista japonês que atua como lateral ou ala. Atualmente joga pelo FC Tokyo.

## Carreira
Enquanto estudava na Universidade Meiji, esta o convidou para integrar o time de futebol da entidade através de testes. Mas ele só começou a se destacar em 2006 começou a jogar de lateral direito, inclusive sendo convocado para uma espécie de seleção de universidades japonesas em 2007. Em 2007, Nagatomo foi escolhido como revelação pela J-League e JFA, e com esse status, ele estava apto a entrar num clube da J-League.

### Tokyo
Jogou uma Yamazaki Nabisco Cup pelo Tokyo naquela temporada, e disputou o Pré Olímpico. Mas apesar de tudo isso, foi só em 2008 que Nagatomo assinou oficialmente como profissional do Tokyo, mas continuando a estudar na Universidade Meiji.
Ficou um bom tempo na reserva, até que começou a entrar como lateral esquerdo, posição que o consagrou, jogando 29 jogos na sua primeira temporada como profissional e marcando 5 gols.[carece de fontes?]

### Internazionale
Em 2011, foi emprestado à Internazionale até o fim da temporada 2010-11. Se firmou como titular da equipe e fez grandes jogos pelo time italiano. Em julho, foi confirmada sua venda ao time de Milão e foi um dos destaques da equipe nerazzurri na temporada 2011-12.

### Galatasaray
Em 30 de julho de 2018, após um período de empréstimo, Nagatomo foi em definitivo para o Galatasaray.

### Seleção Japonesa
Foi convocado para seleção japonesa principal pela primeira vez em 24 de maio de 2008, num amistoso contra a Costa do Marfim. Jogou as Jogos Olímpicos de 2008, onde o Japão não passou da primeira fase. Em 13 de novembro de 2008 Nagatomo marcou seu primeiro gol pela seleção principal contra a Síria.[carece de fontes?]
Em janeiro de 2011, fez parte do elenco da Seleção Japonesa que conquistou a Copa da Ásia. Aliando velocidade extrema com bons dribles. É também um jogador ambidestro, pois chuta bem com as duas pernas.

## Títulos
Tokyo
- Copa da Liga Japonesa: 2009

Internazionale
- Coppa Italia: 2010-11

Seleção Japonesa
- Copa da Ásia: 2011

### Individual
- J. League Melhores do Século XI: 2009
- Equipe da Copa da Ásia: 2011
- Melhores da Ásia: 2011, 2012
- Jogador Asiático Internacional do Ano: 2013